# Тугар Вовк
Тугар Вовк — літературний герой, один із центральних персонажів повісті «Захар Беркут» українського письменника Івана Франка, яка була видана у 1883 році в часописі «Зоря».
Тухольський боярин з'являвся у двох екранізаціях на великому екрані — у фільмі «Захар Беркут» 1971 року, де роль виконав Костянтин Петрович Степанков, та у фільмі «Захар Беркут» 2019 року, де його зіграв британський актор шотландського походження Томмі Фленаган (Андрій Мостренко в українському дубляжі).

## Характеристика
Тугар Вовк — молодий чорноволосий боярин високого зросту, якому князь Данило виділив землі Тухольщини та пригір'я Зелеменя. Іван Франко так описував персонажа:
«…Був мужчина, як дуб. Плечистий, підсадкуватий, з грубим, чорним волоссям, він і сам подобав на одного з тих злющих тухольських медведів»
Він зарозумілий, корисливий і підступний: вважає себе вищим за народ, прагне влади й зраджує, роблячи все заради власної вигоди. Тугар Вовк відмовляється відати Мирославу заміж за Максима, тому що «простий смерд» не гідний вступати в шлюб із боярською дочкою. Вперше зради, видавши монгольському війську плани русько-половецької дружини напередодні битви на Калці:
«…Тугар Вовк у битві над Калкою зрадив Русь монголам, виявивши їм наперед цілий план битви, зложений руськими князями. …Боярин стояв у битві в першім ряді і при першім замішанні взятий був до неволі. Але дивним видавалось декому його швидке увільнення без окупу, хоч боярин божився, що монголи випустили його, шануючи його хоробрість»
Пізніше знову зраджує, заводячи монголів у пастку. Бурунда наступним чином описує своє ставлення до «подвійного зрадника»:
«Псе блідолиций. Подвійний зраднику — се твоя вина! Ти запровадив нас у сесю западню, відки ми вийти не можемо!»